# Justiniano de Serpa
Justiniano de Serpa (Aquiraz, 6 de enero de 1852 - Fortaleza, 1 de agosto de 1923) fue un escritor y político brasileño.
De origen humilde, trabajó desde joven juntamente con su padre, Manuel de la Costa Marçal. Instalado en Fortaleza, comenzó a trabajar como periodista. Cursó Derecho en la Facultad de Derecho de Recife en 1888, cuando ya era conocido en la vida política e intelectual local. Participó en el Centro Literario y fue uno de los fundadores de la Academia Cearense de Letras y, en 1922, fue el responsable de su reorganización.
Autor de diversas obras del campo del Derecho, de ensayos y poesía. Se destacan Oscilações (1883), O Nosso Meio Literário (1896) y Questões de Direito e Legislação (1920). Su obra poética estuvo muy conectada al movimiento abolicionista, del cual fue uno de los más activos participantes. Inició la vida política durante el periodo del Imperio, siendo diputado general entre 1882 y 1889 por el Partido Conservador. Fue diputado federal por el estado de Pará entre 1906 y 1919, habiendo ejercido un papel importantíssimo como presidente de la Comisión de los 21, responsable de la elaboración del Código Civil, basado en el proyecto de Clóvis Beviláqua. En 1920, fue elegido presidente del estado de Ceará, cargo que ejerció hasta su muerte, en 1923.
- Datos: Q8426433
- Multimedia: Justiniano de Serpa / Q8426433